# McLaren M14A
McLaren M14A — болид Формулы-1, построенный для участия в чемпионате мира 1970 года, оснащённый двигателем Ford Cosworth DFV. Модификация D отличалась установленным двигателем Alfa Romeo.

## История
Предрассудки не дали появиться на свет модели под обозначением М13, поэтому новая разработка на сезон 1970 была названа М14А. 
Это был очередной полный монокок — основные черты эволюционного проекта определил Брюс, а Гордон Коппак и Джо Маркварт прорабатывали детали. Шасси имело определённые черты сходства с моделью М10А (выступавшей в Формуле-5000), а также М7С. Алюминиевые листы корпуса скреплялись и склёпывались поверх переборок из малоуглеродистой стали.
Изменённая по сравнению с М7 передняя подвеска позволяла сэкономить вес, а также увеличить объём топливных баков. Угол поворота колёс также увеличился.
Ещё немного веса было выиграно на использовании взятой из серии Can-Am трубчатой конструкции стабилизатора поперечной устойчивости. Следуя популярной тенденции, задние тормоза были перенесены внутрь корпуса, в то время как новые увеличенные до 15 дюймов передние диски собственного литья позволили полностью спрятать внутрь передние тормоза, тем самым улучшив аэродинамику.
Передняя часть сигарообразного корпуса оканчивалась снимаемой панелью из стекловолокна. Нос в стиле М10В скрывал новый радиатор, площадь которого увеличилась а вес уменьшился. Двигателем оставался проверенный Ford Cosworth DFV V8.
Машина дебютировала в марте 1970 года на Гран-При ЮАР. Макларен, шедший четвёртым, сошёл на 40 круге после отказа двигателя, а Халм финишировал вторым, в восьми секундах позади Джека Брэбема.
Во время Гран-При Испании на обеих машинах стояли 13-дюймовые передние колёса. Денни сошёл в результате технической поломки, Брюс же пришёл вторым после Джеки Стюарта.
Последняя в карьере и жизни, сто первая по счёту, гонка Брюса Макларена — Гран-При Монако — состоялась 10 мая 1970 года. На М14А были установлены усиленные ведущие валы, новые стойки и увеличенные колёсные диски. Брюс вынужден был сойти на 19 круге из-за повреждения передней подвески. Денни Халм финишировал четвёртым.
Смерть Брюса Макларена заставила команду пропустить Гран-При Бельгии, а на следующей гонке, в Голландии, место Брюса за рулём его машины занял Дэн Герни, а Питер Гетин заменял Халма, получившего ожоги рук. Оба не смогли закончить гонку.
Денни вернулся за руль на Гран-При Франции, что было невероятно смелым поступком, и занял в гонке четвёртое место. Он финишировал третьим на Гран-При Британии, после серьёзной битвы с Клеем Регаццони на Ferrari, отстав в итоге всего на четыре десятые секунды. В Германии Денни снова был третьим, причём фактически его машина была новой, но с номерной табличкой, перенесённой с предыдущего шасси — это было сделано для облегчения прохождения таможни. В Монце он финишировал четвёртым, а в Мексике снова третьим.
В следующем году основной моделью стала М19A, однако некоторое время до появления второго шасси Питер Гетин использовал М14А, впрочем, без особого успеха. Также эта машина заявлялась в качестве третьей на Гран-При Британии и Италии, но Джеки Оливеру не удалось завоевать очков.
В 1970 году было построено ещё одно шасси М14, получившее обозначение М14D. Оно предназначалось для Андреа де Адамича и было продуктом соглашения с компанией Autodelta. Шасси было аналогичным М14А во всём, кроме задней части, которая была модифицирована для установки двигателя Alfa Romeo V8. На этой машине де Адамич стартовал (или пытался это сделать) в нескольких гонках, но результаты его были обескураживающими и в итоге эту программу пришлось свернуть.

## Результаты в гонках
| Год  | Шасси     | Двигатель                        | Шины | Пилоты   | 1    | 2    | 3    | 4   | 5    | 6    | 7    | 8    | 9    | 10   | 11   | 12  | 13   | Место | Очки |
| ---- | --------- | -------------------------------- | ---- | -------- | ---- | ---- | ---- | --- | ---- | ---- | ---- | ---- | ---- | ---- | ---- | --- | ---- | ----- | ---- |
| 1970 | M14A M14D | Ford Cosworth DFV Alfa Romeo T33 | G    |          | ЮАР  | ИСП  | МОН  | БЕЛ | НИД  | ФРА  | ВЕЛ  | ГЕР  | АВТ  | ИТА  | КАН  | США | МЕК  | 3     | 35   |
| 1970 | M14A M14D | Ford Cosworth DFV Alfa Romeo T33 | G    | Макларен | Сход | 2    | Сход |     |      |      |      |      |      |      |      |     |      | 3     | 35   |
| 1970 | M14A M14D | Ford Cosworth DFV Alfa Romeo T33 | G    | Халм     | 2    | Сход | 4    |     |      | 4    | 3    | 3    | Сход | 4    | Сход | 7   | 3    | 3     | 35   |
| 1970 | M14A M14D | Ford Cosworth DFV Alfa Romeo T33 | G    | Адамич   |      |      |      |     | НКВ  |      |      | НКВ  | 12   | 8    | Сход | НКВ |      | 3     | 35   |
| 1970 | M14A M14D | Ford Cosworth DFV Alfa Romeo T33 | G    | Гетин    |      |      |      |     | Сход |      |      | Сход | 10   | Сход | 14   | 6   | Сход | 3     | 35   |
| 1970 | M14A M14D | Ford Cosworth DFV Alfa Romeo T33 | G    | Герни    |      |      |      |     | Сход | 6    | Сход |      |      |      |      |     |      | 3     | 35   |
| 1971 | M14A      | Ford Cosworth DFV                | G    |          | ЮАР  | ИСП  | МОН  | НИД | ФРА  | ВЕЛ  | ГЕР  | АВТ  | ИТА  | КАН  | США  |     |      | 6     | 10   |
| 1971 | M14A      | Ford Cosworth DFV                | G    | Гетин    |      | 8    | Сход |     |      |      |      |      |      |      |      |     |      | 6     | 10   |
| 1971 | M14A      | Ford Cosworth DFV                | G    | Оливер   |      |      |      |     |      | Сход |      |      | 7    |      |      |     |      | 6     | 10   |

| Легенда к таблице |                                                                    |
| --- | ------------------------------------------------------------------ |
| В таблице перечислены результаты всех Гран-при Формулы-1, в которых использовался автомобиль. Строками таблицы являются сезоны, столбцами — этапы чемпионата мира. В каждой клетке указаны сокращённое название этапа и результат, дополнительно обозначенный цветом. Расшифровка обозначений и цветов представлена в нижеследующей таблице. |                                                                    |
| \| Пример \| Описание \| \| ------------ \| ------------------------------------------------------------------ \| \| 1 \| Победитель \| \| 2 \| Второе место \| \| 3 \| Третье место \| \| 5 \| Финишировал, заработав очки \| \| Сход \| Не финишировал, но при этом заработал очки \| \| 12 \| Финишировал, не получив очков \| \| НКЛ \| Финишировал, но не попал в финальную классификацию \| \| 15 \| Участвовал вне зачёта, либо по отдельной классификации \| \| 18 \| Не финишировал, но попал в финальную классификацию \| \| Сход \| Не финишировал \| \| НКВ \| Не прошёл квалификацию \| \| НПКВ \| Не прошёл предквалификацию \| \| ДСК \| Дисквалифицирован \| \| ИСК \| Исключён из протокола соревнований \| \| ТТ \| Заявлен для участия только в тренировках \| \| НС \| Участвовал в квалификации, но не стартовал в гонке \| \| Т \| Травмирован или болен \| \| ОТК \| Отказ от участия \| \| НТР \| Прибыл на соревнования, но на трассу не выезжал \| \| НПР \| Был заявлен в числе участников, но не прибыл к началу соревнований \| \| О \| Соревнования отменены \| \| \| Не участвовал \| \| Поул-позиция \| \| \| Быстрый круг \| \| |                                                                    |
| Пример | Описание                                                           |
| 1 | Победитель                                                         |
| 2 | Второе место                                                       |
| 3 | Третье место                                                       |
| 5 | Финишировал, заработав очки                                        |
| Сход | Не финишировал, но при этом заработал очки                         |
| 12 | Финишировал, не получив очков                                      |
| НКЛ | Финишировал, но не попал в финальную классификацию                 |
| 15 | Участвовал вне зачёта, либо по отдельной классификации             |
| 18 | Не финишировал, но попал в финальную классификацию                 |
| Сход | Не финишировал                                                     |
| НКВ | Не прошёл квалификацию                                             |
| НПКВ | Не прошёл предквалификацию                                         |
| ДСК | Дисквалифицирован                                                  |
| ИСК | Исключён из протокола соревнований                                 |
| ТТ | Заявлен для участия только в тренировках                           |
| НС | Участвовал в квалификации, но не стартовал в гонке                 |
| Т | Травмирован или болен                                              |
| ОТК | Отказ от участия                                                   |
| НТР | Прибыл на соревнования, но на трассу не выезжал                    |
| НПР | Был заявлен в числе участников, но не прибыл к началу соревнований |
| О | Соревнования отменены                                              |
| | Не участвовал                                                      |
| Поул-позиция |                                                                    |
| Быстрый круг |                                                                    |